# Остин Абрамс
Остин Ноа Абрамс (енгл. Austin Noah Abrams; Сарасота, 2. септембар 1996) амерички је глумац. Познат је по улози Рона Андерсона у петој и шестој сезони серије Окружен мртвима (2015—2016), Итана Луиса у серији Еуфорија (од 2019) и Даша у серији Даш и Лили (2020). Такође је глумио у филмовима као што су Краљеви лета (2013), Градови на папиру (2015), Бредов статус (2017), Језиве приче из мрака (2019) и Хемијска срца (2020).

## Детињство и младост
Одрастао је у Сарасоти. Син је Лори и Бредлија Абрамса, доктора. Изјашњава се као Јевреј.

## Каријера
Глумио је Рона Андерсона у петој и шестој сезони серије Окружен мртвима. Године 2017. глумио је Хантера Горског у филму Кајла Виламовског Флеке од траве.
Године 2017. глумио је Троја у драмедији Бредов статус. Године 2018. глумио је Џексона Барбера у серији Американци. Године 2019. добио је главну улогу у адаптацији хорор књиге Језиве приче из мрака, а 2020. глуми главну улогу у тинејџерско-љубавном филму Хемијска срца. Такође је глумио главну улогу у серији Даш и Лили. Од 2019. тумачи Итана у серији Еуфорија.

## Филмографија

### Филм
| Година | Српски назив          | Изворни назив | Улога             | Напомене |
| ------ | --------------------- | ------------- | ----------------- | -------- |
| 2011.  | Сат који откуцава     |               | Џејмс             |          |
| 2012.  | Н/Д                   |               | млади Адам Липшиц |          |
| 2013.  | Гангстерски одред     |               | Пит               |          |
| 2013.  | Краљеви лета          |               | Арон              |          |
| 2014.  | Н/Д                   |               | Тим               |          |
| 2015.  | Градови на папиру     |               | Бен Стерлинг      |          |
| 2017.  | Флеке од траве        |               | Хантер Горски     |          |
| 2017.  | Бредов статус         |               | Трој Слоун        |          |
| 2017.  | Трагичне девојке      |               | Крејг Томпсон     |          |
| 2017.  | Н/Д                   |               | Дејви             |          |
| 2018.  | Н/Д                   |               | Џејмс             |          |
| 2018.  | Н/Д                   |               | Гејб              |          |
| 2019.  | Језиве приче из мрака |               | Томи Милнер       |          |
| 2020.  | Хемијска срца         |               | Хенри Пејџ        |          |
| 2022.  | Спремне за освету     |               | Макс              |          |

### Телевизија
| Година     | Српски назив        | Изворни назив | Улога         | Напомене                                             |
| ---------- | ------------------- | ------------- | ------------- | ---------------------------------------------------- |
| 2012.      | Н/Д                 |               | Тод Купер     | споредна улога                                       |
| 2014.      | Бесрамници          |               | Хенри Макнели | епизода: „Емили”                                     |
| 2014.      | Силицијумска долина |               | резбар        | епизода: „Осигурање треће стране”                    |
| 2015—2016. | Окружен мртвима     |               | Рон Андерсон  | споредна улога                                       |
| 2017.      | Смилф               |               | Кејси         | 2. епизоде                                           |
| 2018.      | Американци          |               | Џексон Барбер | 2. епизоде                                           |
| 2019—данас | Еуфорија            |               | Итан Дејли    | споредна улога (1. сезона); главна улога (2. сезона) |
| 2019—2021. | То смо ми           |               | Марк Макион   | споредна улога                                       |
| 2020.      | Даш и Лили          |               | Даш           | главна улога                                         |